# Тінлі-Парк (Іллінойс)
Тінлі-Парк (англ. Tinley Park) — селище (англ. village) в США, в округах Кук і Вілл штату Іллінойс. Населення — 55 971 особа (2020).

## Географія
Тінлі-Парк розташоване за координатами 41°34′5″ пн. ш. 87°48′12″ зх. д. / 41.56806° пн. ш. 87.80333° зх. д. (41.568091, -87.803433).  За даними Бюро перепису населення США в 2010 році селище мало площу 41,54 км², з яких 41,49 км² — суходіл та 0,05 км² — водойми.

## Демографія
Згідно з переписом 2010 року, у селищі мешкали 56 703 особи в 21 666 домогосподарствах у складі 15 142 родин. Густота населення становила 1365 осіб/км².  Було 22491 помешкання (541/км²).
Расовий склад населення:
| - 88,8 % — білих - 3,9 % — азіатів - 3,7 % — чорних або афроамериканців - 0,1 % — корінних американців - 2,0 % — осіб інших рас |

До двох чи більше рас належало 1,5 %. Частка іспаномовних становила 6,9 % від усіх жителів.
За віковим діапазоном населення розподілялося таким чином: 23,4 % — особи молодші 18 років, 63,3 % — особи у віці 18—64 років, 13,3 % — особи у віці 65 років та старші. Медіана віку мешканця становила 40,0 року. На 100 осіб жіночої статі у селищі припадало 92,5 чоловіків;  на 100 жінок у віці від 18 років та старших — 88,9 чоловіків також старших 18 років.
Середній дохід на одне домашнє господарство  становив 89 075 доларів США (медіана — 74 215), а середній дохід на одну сім'ю — 102 126 доларів (медіана — 90 985). Медіана доходів становила 65 205 доларів для чоловіків та 46 713 долари для жінок. За межею бідності перебувало 8,3 % осіб, у тому числі 12,3 % дітей у віці до 18 років та 7,5 % осіб у віці 65 років та старших.
Цивільне працевлаштоване населення становило 29 657 осіб. Основні галузі зайнятості: освіта, охорона здоров'я та соціальна допомога — 26,9 %, роздрібна торгівля — 12,5 %, науковці, спеціалісти, менеджери — 9,7 %, виробництво — 8,7 %.